# Laurent Dubreuil
Laurent Dubreuil (Québec, 25 luglio 1992) è un pattinatore di velocità su ghiaccio canadese.

## Palmarès

### Olimpiadi
- 1 medaglia:
  - 1 argento (1000 m a Pechino 2022)

### Mondiali distanza singola
- 8 medaglie:
  - 3 ori (500 m a Heerenveen 2021; sprint a squadre a Heerenveen 2023; inseguimento a squadre a Calgary 2024)
  - 2 argenti (500 m a Heerenveen 2023; 500 m a Calgary 2024)
  - 3 bronzi (500 m a Heerenveen 2015; 1000 m a Salt Lake City 2020; Heerenveen 2021)

### Mondiali sprint
- 1 medaglia:
  - 1 argento (Hamar 2020)

### Coppa del Mondo
- Miglior piazzamento nella Grand World Cup: 13º nel 2015
- Vincitore della Coppa del Mondo 500 m nel 2023
- Miglior piazzamento nella Coppa del Mondo 1000 m: 3º nel 2020
- 20 podi (15 individuali, 5 a squadre):
  - 6 vittorie (3 individuale, 3 a squadre)
  - 8 secondi posti (6 individuali, 2 a squadre)
  - 6 terzi posti (tutti individuali)

### Mondiali juniores
- 3 medaglie:
  - 1 oro (2×500 m a Obihiro 2012)
  - 1 argento (2×500 m a Seinäjoki 2011)
  - 1 bronzo (1000 m a Obihiro 2012)